# A megkerült cirkáló
A megkerült cirkáló Rejtő Jenő (P. Howard álnéven írt) kalandregénye, melyet 1943-ban adott ki a Soóky Margit Könyvkiadó Vállalat.

## Történet
|  | Alább a cselekmény részletei következnek! |

San Franciscóban egy 19 éves kezdő útonálló ki akarja rabolni Wagner urat. A rablás nem egészen úgy sikerül, ahogyan azt a fiatalember elképzelte. Később Fülig Jimmyvel futnak össze, aki már hónapok óta keresi Piszkos Fredet, hogy bosszút álljon azért, mert a kapitány korábban – tréfából – karanténba juttatta. Wagner úr ismeri Fred itteni lakóhelyét, ezt Jimmy megpróbálja kiszedni a Kékszakállúból, de kevés sikerrel jár.
A fregattfőhadnagy megtudja, hogy Piszkos Fredet az angol követség keresteti, és 100 font jutalom jár a nyomravezetőnek.
Wagner úr egy elhagyatott helyen álló vagonba zárja Jimmyt, akit – a híres verekedő meglepetésére – később Piszkos Fred szabadít ki. A kapitány is értesült róla, hogy az angolok kerestetik, és mivel szabad távozást ígérnek számára a konzultáció után, ő maga is hajlik arra, hogy valaki nyomra vezesse a követséget. A kitűzött jutalom felét kérve cserébe elvezeti Jimmyt a lakóhelyére. Másnap az angol konzul lakásán Anderson ellentengernagy és Haynes konzul fogadja őket. Piszkos Fredet arra kérik, kutasson fel két eltűnt hajót. Az egyik az André de Rémieux gőzös, amelyen néhány gazdag és előkelő ember fogadásból az Incognita Archipel szigetre indult, mivel Robinsonok akartak lenni, elhatározták, hogy egy évet töltenek el itt. A Blount-fok magasságából érkezett róluk az utolsó hír. A másik elveszett hajó a Radzeer cirkáló, mely egy biztosítótársaság megbízásából követte az André de Rémieux-t. A Radzeer is néhány fokkal a Cape Blounton túl adta az utolsó életjelet, azután elnémult a rádiója. Mindkét hajónak nyoma veszett. Piszkos Fred nem vállalja el a küldetést, de azt ajánlja, hogy Fülig Jimmyt bízzák meg a feladattal. A biztosítótársaság ötvenezer dollár jutalmat tűzött ki annak, aki biztos értesülést szerez az eltűntekről.
Fülig Jimmy kénytelen kelletlen társul Wagner úrral, valamint a Vakapád nevű vízi jármű kapitánynőjével, Kalóz Pepivel, és útnak indulnak, hogy felkutassák a két eltűnt hajót. Fülig Jimmy vicces megfogalmazású levelekben folyamatosan tájékoztatja a Boldogság-szigetek uralkodóját a vele történtekről és a kutatóút főbb eseményeiről. Az expedíciót figyelemmel követők megdöbbenve értesülnek róla, hogy a Blount-fok közelében a Vakapád rádióadója is elnémul.
|  | Itt a vége a cselekmény részletezésének! |

## Szereplők
- Fülig Jimmy
- Piszkos Fred
- Wagner úr
- Kalóz Pepi hajóskapitány
- Rézgróf
- Vörös Vaszics
- Csont Muki
- Csomó Bill
- Dagadt Peters (a többi regényben Patterson, Petters)
- Lógás Hugó
- Tüskés Vanek
- Buzgó Mócsing
- Holdvilág Charley
- Főorvos Úr
- Sárkány Huang, kínai bandafőnök

## Képregény

### Első megjelenés
- A megkerült cirkáló (forgatókönyv: Cs. Horváth Tibor,  rajz: M. Halasi Éva),

(12 rész, 24 oldal, 144 kép), (Füles 1983. 11–22. sz.), (Ajánlás: X), Fekete-fehér

## Hangoskönyv
A regényt a Kossuth Kiadó és a Mojzer Kiadó 2011-ben Rudolf Péter előadásában – MP3 formátumban – hangoskönyv változatban jelentette meg.

## Érdekesség
- A regényben szereplő hajónévről egy vendéglátóipari egységet neveztek el: a Vakapád Söröző (Erzsébetváros).